# Michel Le Ray
Pour les articles homonymes, voir Le Ray (homonymie).
Michel Le Ray, né le 9 février 1943, est un ancien joueur international de basket-ball français. Il a joué une grande partie de sa carrière à l’Asvel-Villeurbanne, et a porté le maillot de l’équipe de Franc 
En 2015, il rentre à l’académie française de Basket-ball. 
Michel LE RAY est aussi président de l'association des anciens de l’ASVEL.

## Biographie
Joueur complet porté sur l’attaque, Michel Le Ray est un grand joueur de la fin des années 1960. Formé à Nantes (1963 – 1967), il remporte la Coupe de France en 1965 et, montrant toute l’étendue de son talent, devient MVP à l’issue de la même saison. Avec l’ASVEL (1967 – 1973), il participe à l’hégémonie des Verts au tournant des années 1960 et 1970, club avec lequel il décroche quatre titres de champion de France (1968, 1969, 1971 et 1972). Il termine sa carrière dans l’autre club lyonnais, la Croix Rousse Olympique (CRO) entre 1974 et 1977. Avec l’Équipe de France, il est sélectionné à 119 reprises et participe à trois Championnats d’Europe (1961, 1965 et 1967) et un Championnat du Monde (1963).
Depuis 2015, il accède à l’académie française de Basket-ball (projet de la Fédération française de basket-ball créé dans le but de réunir, et d'inscrire dans les mémoires, les grands noms des personnalités et joueurs français de basket-ball. Suivant le principe du Hall of Fame américain, les joueurs, entraîneurs et dirigeants qui ont marqué le basket-ball français peuvent donc être choisi pour appartenir à l'Académie, depuis sa fondation en 2004).
Il est actuellement président de l'association des anciens joueurs de l'ASVEL.

## Carrière
- 1963-1967 :   ABC Nantes  (Nationale 1)
- 1967-1973 :   ASVEL Villeurbanne  (Nationale 1)
- 1974-1977 :   CRO Lyon Basket  (Nationale 1)

Après sa carrière de joueur il a entraîné la CRO Lyon en 1977, remplaçant Maurice Buffière pour la fin de saison (qu'il avait déjà remplacé à l'ASVEL lors du dernier match de la saison 69-70) et pour la saison 1979-1980.

## Palmarès

### Club
- Champion de France en 1968, 1969, 1971, 1972 avec l'ASVEL
- Coupe de France en  1966 avec Nantes
- Meilleur scoreur du championnat en 1964 et 1965 avec Nantes
- Meilleur joueur du championnat en 1966 avec Nantes

### Équipe nationale
- Championnat du monde
  - 5e du Championnat du monde 1963
- Championnat d'Europe
  - 11e du Championnat d'Europe 1967
  - 9e du Championnat d'Europe 1965
  - 4e du Championnat d'Europe 1961
- Statistiques
  - Le Ray a été 119 fois sélectionné avec l'équipe de France de 1960 à 1971 (814 points).
  - Première sélection le 17 décembre 1960 contre la Pologne à Paris
  - Dernière sélection le 22 mai 1971 contre l'Espagne à Sienne (Italie)

## Sources
- La grande histoire du basket français, l'Équipe,  (ISBN 9782915535563)